# Chris Bassitt
Chris Bassitt (né le 22 février 1989 à Toledo, Ohio, États-Unis) est un lanceur droitier des Blue Jays de Toronto de la Ligue majeure de baseball.

## Carrière
Joueur des Zips de l'université d'Akron, Chris Bassitt est repêché au 16e tour de sélection par les Tigers de Détroit en 2011.
Bassitt fait ses débuts dans le baseball majeur comme lanceur partant des White Sox le 30 août 2014. Dans le second match d'un programme double où il est opposé à Kyle Ryan, faisant lui aussi ses débuts dans les majeures, Bassitt encaisse la défaite aux mains des Tigers de Détroit. Il effectue 5 départs et ajoute une présence en relève pour les White Sox. En 29 manches et deux tiers lancées, sa moyenne de points mérités s'élève à 3,94. À cette défaite initiale, il ajoute une victoire, sa première dans les majeures, remportée à la suite de son départ du 22 septembre face aux Tigers de Détroit.
Le 9 décembre 2014, Bassett est, avec  le receveur Josh Phegley, le joueur de premier but Rangel Ravelo et l'arrêt-court Marcus Semien, échangé aux Athletics d'Oakland contre les lanceurs droitiers Jeff Samardzija et Michael Ynoa.
Le 16 décembre 2022, Chris Bassitt signe un contrat de 3 ans avec les Blue Jays de Toronto.